# 89 a.C.

## Eventos
- Cneu Pompeu Estrabão e Lúcio Pórcio Catão, cônsules romanos.
- Terceiro ano da Guerra Social entre a República de Roma e as comunidades Latinas de Itália.
  - Pompeu vence a Batalha de Ásculo.
  - Catão é derrotado e morto na Batalha do Lago Fucino.
- Começa a Primeira Guerra Mitridática contra Mitrídates VI do Ponto.
  - Mitrídates vence Nicomedes IV da Bitínia na Batalha do rio Ânias e depois derrota o general romano Mânio Aquílio na Batalha do Monte Escorobas.

## Nascimentos
- Públio Clódio Pulcro, agitador político romano (m. 52 a.C.)

## Mortes
- Cecília Metela Baleárica Menor, mãe de Clódio Pulcro (em trabalho de parto)